# Мізерна
Мізерна (пол. Mizerna) — село в Польщі, у гміні Чорштин Новотарзького повіту Малопольського воєводства.
Населення — 581 особа (2011).
У 1975-1998 роках село належало до Новосондецького воєводства.

## Демографія
Демографічна структура станом на 31 березня 2011 року:
|          | Загалом | Допрацездатний вік | Працездатний вік | Постпрацездатний вік |
| -------- | ------- | ------------------ | ---------------- | -------------------- |
| Чоловіки | 260     | 72                 | 162              | 26                   |
| Жінки    | 321     | 77                 | 185              | 59                   |
| Разом    | 581     | 149                | 347              | 85                   |